# Man'yōgana
Man'yōgana (万葉仮名 (vạn diệp giả danh)) là một hệ thống chữ viết cổ sử dụng kanji (Hán tự) để diễn đạt tiếng Nhật. Hiện chưa rõ chính xác hệ thống chữ viết này được bắt đầu sử dụng vào thời gian nào, tuy nhiên chắc chắn vào giữa thế kỷ thứ 7 sau CN nó đã được đưa vào sử dụng. Tên "man'yōgana" có nguồn gốc từ Man'yōshū (Vạn diệp tập), một tuyển tập thơ tiếng Nhật được viết vào thời kỳ Nara bằng man'yōgana.

## Nguyên tắc
Man'yōgana thường sử dụng kanji để biểu âm (shakuon 借音: "tá âm" tức mượn âm) hơn là biểu ý (shakkun 借訓: "tá huấn" tức "mượn nghĩa"). Nhiều từ kanji có thể được dùng để diễn đạt cùng một âm tiết, được tùy chọn phụ thuộc vào văn phong cụ thể. Ví dụ, bài thơ 17/4025 Man'yōshū được viết như sau:
| Man'yōgana | 之乎路可良 | 多太古要久礼婆 | 波久比能海   | 安佐奈藝思多理 | 船梶母我毛     |
| Katakana   | シヲヂカラ | タダコエクレバ | ハクヒノウミ | アサナギシタリ | フネカヂモガモ |
| Hiện đại   | 志雄路から | ただ越え来れば | 羽咋の海     | 朝凪したり     | 船梶もがも     |
| Roman hóa  | Shiojikara | Tadakoekureba  | Hakuhinoumi  | Asanagishitari | Funekajimogamo |

Các âm mo (母, 毛) và shi (之, 思) được biểu diễn bằng nhiều ký tự. Trong khi tất cả các tiểu từ và hầu hết các từ được diễn đạt theo ngữ âm (多太 ứng với tada, 安佐 ứng với asa), các từ umi (海) và funekaji (船梶) lại được diễn tả theo mặt ngữ nghĩa.
Trong một số trường hợp, những âm tiết đặc thù trong những từ đặc thù được biểu diễn nhất quán bằng những ký tự đặc thù. Cách dùng này có tên là Jōdai Tokushu Kanazukai. Điều này là cơ sở lịch sử về ngôn ngữ học cho quan điểm rằng một số âm sắc riêng biệt trong tiếng Nhật cổ được biểu diễn bởi các tập hợp ký tự khác nhau trong man'yōgana, đã hợp nhất từ thời gian đó.

## Các kiểu mẫuman'yōgana
Ở hệ thống man'yōgana, mỗi ký tự kanji biểu đạt một số lượng các âm tiết khác nhau tùy từng kiểu mẫu, một số trong đó tương đối dễ hiểu, nhưng nhìn chung khá rắc rối và phức tạp.
- Shakuon kana (借音仮名 - tá âm giả danh), dựa trên cách đọc on'yomi
  - Một ký tự diễn đạt một âm tiết
    - Sử dụng toàn bộ: 以 (い), 呂 (ろ), 波 (は)
    - Sử dụng một phần: 安 (あ), 楽 (ら), 天 (て)

  - Một ký tự diễn đạt hai âm tiết: 信 (しな), 覧 (らむ), 相 (さが)
- Shakkun kana (借訓仮名 - tá huấn giả danh), dựa trên cách đọc kun'yomi
  - Một ký tự diễn đạt một âm tiết
    - Sử dụng toàn bộ: 女 (め), 毛 (け), 蚊 (か)
    - Sử dụng một phần: 石 (し), 跡 (と), 市 (ち)

  - Một ký tự diễn đạt hai âm tiết: 蟻 (あり), 巻 (まく), 鴨 (かも)
  - Một ký tự diễn đạt ba âm tiết: 慍 (いかり), 下 (おろし), 炊 (かしき)
  - Hai ký tự diễn đạt một âm tiết: 嗚呼 (あ), 五十 (い), 可愛 (え), 二二 (し), 蜂音 (ぶ)
  - Ba ký tự diễn đạt hai âm tiết: 八十一 (くく), 神楽声 (ささ)

|    | Nguyên âm        | k                  | s                                                          | t                    | n                            | f                                        | m                            | y                  | r              | w                          | g                  | z                        | d                    | b              |
| a  | 阿安英足         | 可何加架香蚊迦     | 左佐沙作者柴紗草散                                         | 太多他丹駄田手立     | 那男奈南寧難七名魚菜         | 八方芳房半伴倍泊波婆破薄播幡羽早者速葉歯 | 万末馬麻摩磨満前真間鬼       | 也移夜楊耶野八矢屋 | 良浪郎楽羅等   | 和丸輪                     | 我何賀             | 社射謝耶奢装蔵           | 陀太大嚢             | 伐婆磨魔       |
| i1 | 伊怡以異已移射五 | 支伎岐企棄寸吉杵來 | 子之芝水四司詞斯志思信偲寺侍時歌詩師紫新旨指次此死事准磯為 | 知智陳千乳血茅       | 二人日仁爾迩尼耳柔丹荷似煮煎 | 比必卑賓日氷飯負嬪臂避臂匱               | 民彌美三水見視御             |                    | 里理利梨隣入煎 | 位為謂井猪藍               | 伎祇芸岐儀蟻       | 自士仕司時尽慈耳餌児弐爾 | 遅治地恥尼泥         | 婢鼻弥         |
| i2 | 伊怡以異已移射五 | 貴紀記奇寄忌幾木城 | 子之芝水四司詞斯志思信偲寺侍時歌詩師紫新旨指次此死事准磯為 | 知智陳千乳血茅       | 二人日仁爾迩尼耳柔丹荷似煮煎 | 非悲斐火肥飛樋干乾彼被秘                 | 未味尾微身実箕               | 疑宜義擬           | 里理利梨隣入煎 | 位為謂井猪藍               | 備肥飛乾眉媚       | 自士仕司時尽慈耳餌児弐爾 | 遅治地恥尼泥         |                |
| u  | 宇羽于有卯烏得   | 久九口丘苦鳩来     | 寸須周酒州洲珠数酢栖渚                                     | 都豆通追川津         | 奴努怒農濃沼宿               | 不否布負部敷経歴                         | 牟武無模務謀六               | 由喩遊湯           | 留流類         |                            | 具遇隅求愚虞       | 受授殊儒                 | 豆頭弩               | 夫扶府文柔歩部 |
| e1 | 衣依愛榎         | 祁家計係價結鶏     | 世西斉勢施背脊迫瀬                                         | 堤天帝底手代直       | 禰尼泥年根宿                 | 平反返弁弊陛遍覇部辺重隔                 | 売馬面女                     | 曳延要遥叡兄江吉枝 | 礼列例烈連     | 廻恵面咲                   | 下牙雅夏           | 是湍                     | 代田泥庭伝殿而涅提弟 | 弁便別部       |
| e2 | 衣依愛榎         | 気既毛飼消         | 世西斉勢施背脊迫瀬                                         | 堤天帝底手代直       | 禰尼泥年根宿                 | 閉倍陪拝戸経                             | 梅米迷昧目眼海               | 曳延要遥叡兄江吉枝 | 礼列例烈連     | 廻恵面咲                   | 義気宜礙削         | 是湍                     | 代田泥庭伝殿而涅提弟 | 倍毎           |
| o1 | 意憶於應         | 古姑枯故侯孤児粉   | 宗祖素蘇十                                                 | 刀土斗度戸利速       | 努怒野                       | 凡方抱朋倍保宝富百帆穂                   | 毛畝蒙木問聞                 | 用容欲夜           | 路漏           | 乎呼遠鳥怨越少小尾麻男緒雄 | 吾呉胡娯後籠児悟誤 | 俗                       | 土度渡奴怒           | 煩菩番蕃       |
| o2 | 意憶於應         | 己巨去居忌許虚興木 | 所則曾僧増憎衣背苑                                         | 止等登澄得騰十鳥常跡 | 乃能笑荷                     | 凡方抱朋倍保宝富百帆穂                   | 方面忘母文茂記勿物望門喪裳藻 | 与余四世代吉       | 呂侶           | 乎呼遠鳥怨越少小尾麻男緒雄 | 其期碁語御馭凝     | 序叙賊存茹鋤             | 特藤騰等耐抒杼       | 煩菩番蕃       |

## Phát triển
Các ký tự Kanji sử dụng trong man'yōgana sau này đã dẫn đến sự ra đời của hiragana và katakana. Hiragana được phát triển từ man'yōgana theo phong cách viết thảo; còn katakana được các nhà sư Phật giáo phát triển nên dựa trên các phần của các ký tự man'yōgana khi được dùng như một dạng tốc ký. Trong một số trường hợp, một ký tự man'yōgana này cho ra đời một ký tự hiragana ngày nay, nhưng một ký tự katakana có ngữ âm tương đương lại có nguồn gốc từ một ký tự man'yōgana khác; ví dụ, ký tự hiragana る (ru - rự) có nguồn gốc từ man'yōgana 留, trong khi ký tự katakana ル (ru - rự) lại bắt nguồn từ man'yōgana 流.
Việc sử dụng nhiều từ kanji diễn đạt cho một âm tiết cho ra đời hentaigana (変体仮名 - biến thể giả danh) một hình thức trước của hiragana. Hentaigana chính thức không được sử dụng từ những năm 1900.
Man'yōgana ngày nay vẫn còn xuất hiện trong một số tên địa danh ở Nhật Bản, đặc biệt như Kyūshū (九州). Một hệ thống tương tự man'yōgana, gọi là ateji (当て字), ngày nay vẫn tồn tại, với một số từ (gồm cả các từ mượn) được phát âm sử dụng kanji để biểu âm: ví dụ như, 倶楽部 (kurabu - câu lạc bộ), 珈琲 (kōhii - cà phê).

Katakana và các ký tự man'yōgana tương đương (những phần man'yōgana biến đổi thành katakana được tô đỏ)

Sự phát triển thành hiragana từ man'yōgana

|        | Nguyên âm | k        | s         | t         | n        | h        | m        | y        | r        | w          |
| ------ | --------- | -------- | --------- | --------- | -------- | -------- | -------- | -------- | -------- | ---------- |
| a      | a 阿 ア   | ka 加 カ | sa 散 サ  | ta 多 タ  | na 奈 ナ | ha 八 ハ | ma 末 マ | ya 也 ヤ | ra 良 ラ | wa 和 ワ   |
| i      | i 伊 イ   | ki 機 キ | shi 之 シ | chi 千 チ | ni 仁 ニ | hi 比 ヒ | mi 三 ミ | (yi) 以  | ri 利 リ | (wi) 井 ヰ |
| u      | u 宇 ウ   | ku 久 ク | su 須 ス  | tsu 川 ツ | nu 奴 ヌ | fu 不 フ | mu 牟 ム | yu 由 ユ | ru 流 ル | (wu) 宇 于 |
| e      | e 江 エ   | ke 介 ケ | se 世 セ  | te 天 テ  | ne 祢 ネ | he 部 ヘ | me 女 メ | (ye) 衣  | re 礼 レ | (we) 恵 ヱ |
| o      | o 於 オ   | ko 己 コ | so 曽 ソ  | to 止 ト  | no 乃 ノ | ho 保 ホ | mo 毛 モ | yo 與 ヨ | ro 呂 ロ | (w)o 乎 ヲ |
| Phụ âm |           |          |           |           | n 尓 ン  |          |          |          |          |            |

|        | Nguyên âm | k        | s         | t         | n        | h        | m        | y        | r        | w          |
| ------ | --------- | -------- | --------- | --------- | -------- | -------- | -------- | -------- | -------- | ---------- |
| a      | a 安 あ   | ka 加 か | sa 左 さ  | ta 太 た  | na 奈 な | ha 波 は | ma 末 ま | ya 也 や | ra 良 ら | wa 和 わ   |
| i      | i 以 い   | ki 機 き | shi 之 し | chi 知 ち | ni 仁 に | hi 比 ひ | mi 美 み |          | ri 利 り | (wi) 為 ゐ |
| u      | u 宇 う   | ku 久 く | su 寸 す  | tsu 川 つ | nu 奴 ぬ | fu 不 ふ | mu 武 む | yu 由 ゆ | ru 留 る |            |
| e      | e 衣 え   | ke 計 け | se 世 せ  | te 天 て  | ne 祢 ね | he 部 へ | me 女 め |          | re 礼 れ | (we) 恵 ゑ |
| o      | o 於 お   | ko 己 こ | so 曽 そ  | to 止 と  | no 乃 の | ho 保 ほ | mo 毛 も | yo 与 よ | ro 呂 ろ | (w)o 乎 を |
| Phụ âm |           |          |           |           | n 无 ん  |          |          |          |          |            |